# Operazione Giorni di penitenza
L'operazione Giorni di penitenza (in ebraico, מבצע ימי תשובה) è il nome utilizzato da parte di Israele per descrivere un'operazione dell'Israel Defense Forces (IDF) nella zona settentrionale della striscia di Gaza, condotta tra il 30 settembre ed il 16 ottobre 2004, in risposta alla morte di due bambini di Sderot a seguito di un lancio di missili da parte palestinese.
L'operazione si è concentrata sulle città di Beit Hanoun, Beit Lahia e Jabalia (campo profughi), che sono state utilizzate come siti di lancio di razzi Qassam contro le città di Sderot e gli insediamenti israeliani nella striscia di Gaza. L'operazione ha provocato la morte di un numero stimato tra 104 e 133 palestinesi (di cui 42 civili), e di 5 israeliani (2 soldati e 3 civili).
Il nome dell'operazione corrisponde al nome ebraico per l'alta stagione estiva, durante la quale l'operazione è stata effettuata.